# Élection orageuse
Pour plus de détails, voir Fiche technique et Distribution.
Élection orageuse (titre original : Politics) est un film américain réalisé par Charles Reisner, sorti en 1931.

## Synopsis
Le crime et la corruption est endémique à Lake City et alors que le maire corrompu se présente pour un nouveau mandat, dont il a beaucoup de chance qu'il remportera, les femmes de la ville, dégoûtées de la situation, décident d'agir. Elles demande à Hattie Burns de se présenter contre lui qui accepte. Très vite, le groupe des femmes et le groupe des hommes politiques devient une véritable bataille des sexes. En fin de compte, après une fastidieuse campagne où tous les coups sont permis, Hattie glisse vers la victoire.

## Fiche technique
- Titre original : Politics
- Titre français : Élection orageuse
- Réalisation : Charles Reisner
- Scénario : Zelda Sears, Malcolm Stuart Boylan, Wells Root et Robert E. Hopkins
- Direction artistique : Cedric Gibbons
- Photographie : Clyde De Vinna
- Montage : William S. Gray
- Pays de production :  États-Unis
- Format : Noir et blanc — 35 mm — 1,37:1 — Son : Mono
- Genre : Comédie
- Date de sortie : 1931

## Distribution
- Marie Dressler : Hattie Burns
- Polly Moran : Ivy Higgins
- Roscoe Ates : Peter Higgins
- Karen Morley : Myrtle Burns
- William Bakewell : Benny Emerson
- John Miljan : Jim Curango
- Joan Marsh : Daisy Evans
- Tom McGuire : Tom Collins
- Mary Alden : Mrs. Mary Evans
- DeWitt Jennings : Chef de la police
- Wilfred Lucas : Edgar
- Lee Phelps : Détective
- Herbert Prior : Abner
- Claire Du Brey
- Robert Dudley
- Ann Dvorak